# Louise Mack
Marie Louise Hamilton Mack  (10 octobre 1870 – 23 novembre 1935) , est une écrivaine, poète et journaliste australienne. Elle est surtout connue pour ses écrits et son implication dans la Première Guerre mondiale, en 1914, en tant que première femme correspondante de guerre en Belgique.

## Biographie
Elle naît à Hobart, en Tasmanie. Son père, Hans Hamilton Mack, est un pasteur wesleyen qui déplace la famille d'un État à l'autre en raison de son travail. Lorsqu'elle est prête pour l'école secondaire, la famille s'installe à Sydney. Louise Mack fréquente la Sydney Girls High School (en) où elle rencontre Ethel Turner.
Le 8 janvier 1896, elle épouse John Percy Creed, un avocat de Dublin ; ils n'auront pas d'enfants.
Louise Mack a douze frères et sœurs. 